# Ira (New York)
Pour les articles homonymes, voir Ira.
Ira est une ville située dans le comté de Cayuga dans l'État américain de New York. Lors du recensement de 2010, sa population s'élevait à 2 206 habitants.